# Leptogorgia annobonensis
Leptogorgia annobonensis är en korallart som beskrevs av Manfred Grasshoff 1992. Leptogorgia annobonensis ingår i släktet Leptogorgia och familjen Gorgoniidae. Inga underarter finns listade i Catalogue of Life.